# Perry Groves
Perry Groves (født 19. april 1965 i London, England) er en engelsk tidligere fodboldspiller (venstre wing).
Groves startede sin karriere hos den lavere rangerende klub Colchester United, men skiftede i 1986 til storklubben Arsenal. Tiden hos Arsenal var succesfuld, og Groves var med til at sikre klubben to engelske mesterskaber samt en Liga Cup-titel.
Groves stoppede sin karriere allerede som 28-årig grundet skader i akillessenen, og har siden været TV-ekspert for blandt andet Sky Sports og BT Sports.

## Titler
Engelsk mesterskab
- 1989 og 1991 med Arsenal

Football League Cup
- 1987 med Arsenal